# Chimarra vasoudeva
Chimarra vasoudeva är en nattsländeart som beskrevs av Schmid 1960. Chimarra vasoudeva ingår i släktet Chimarra och familjen stengömmenattsländor. Inga underarter finns listade i Catalogue of Life.